# Buddenbrookhaus

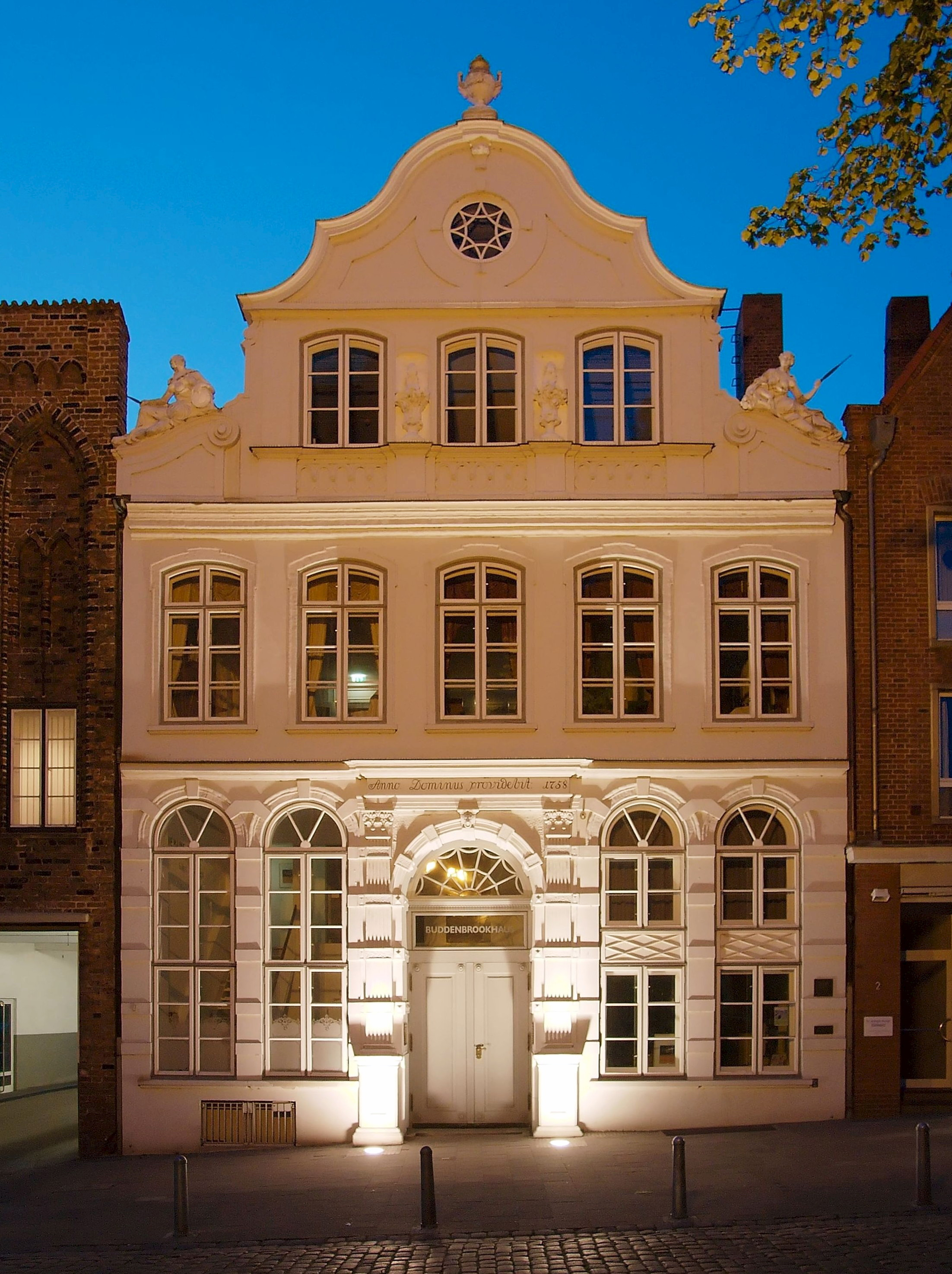
Das Buddenbrookhaus in der Mengstraße 4, Mai 2008

Das Buddenbrookhaus (Heinrich-und-Thomas-Mann-Zentrum) in Lübeck ist seit 1993 eine Gedenkstätte in Trägerschaft der Kulturstiftung Hansestadt Lübeck. Es beherbergt den Förderverein Buddenbrookhaus, die Deutsche Thomas Mann-Gesellschaft, die Heinrich Mann-Gesellschaft, die Golo Mann-Gesellschaft und die Erich-Mühsam-Gesellschaft. Direktorin des Buddenbrookhauses ist seit Februar 2024 Caren Heuer.
Im Haus befindet sich ein Museum mit zwei festen Ausstellungen: „Die Buddenbrooks – Ein Jahrhundertroman“ und „Die Manns – eine Schriftstellerfamilie“. Ferner gibt es eine Etage für wechselnde Sonderausstellungen. Das Heinrich-und-Thomas-Mann-Zentrum ist Forschungsstätte und Trägerorganisation der Ausstellungen und literarischen Veranstaltungen. Ende Dezember 2019 wurde das Buddenbrookhaus für Erweiterung und Umbau bis 2029 geschlossen; Teile der Ausstellung sind im Museum Behnhaus-Drägerhaus zu sehen.

## Geschichte des Hauses

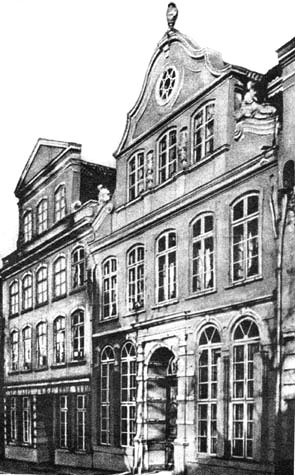
Älteste bekannte Fotografie des Buddenbrookhauses, um 1870

Das Haus in der Mengstraße 4 richtet seine Hauptfassade direkt auf die Marienkirche. Die erste Eintragung eines Besitzers für das Grundstück der Mengstraße 4 findet sich in den Lübecker Oberstadtbüchern im Jahr 1289. Es wird dort notiert, Arnoldus Calvus besitze ein Haus (domus) auf ebendiesem Grundstück. Bis zum Jahr 1537 sind ein gutes Dutzend weiterer Eigentümer verzeichnet, in der Regel Fernhändler, ausnahmslos Ratsherren, Bürgermeister oder Ratsverwandte wie beispielsweise die Familie Warendorp. Dann kaufte Hermann von Dorne das Haus. In der von Dorneschen Familie, – sie stellte in jeder Generation einen Ratsherren – blieb das Haus rund 220 Jahre bis 1750.
1758 kaufte der Nowgorodfahrer Johann Michael Croll (1706–1777) das Anwesen Mengstr. 4 und ließ dort neu bauen. Von der Fertigstellung dieses Hauses zeugt auch heute – zusammen mit der Inschrift Dominus providebit („Der Herr wird vorsorgen“) – das noch sichtbare Datum „1758“ über dem Portal. Das Crollsche Haus erstreckte sich auf einem 12 Meter breiten Streifen von der Mengstraße etwa 50 Meter tief in den Baublock hinein. Auf dem Grundstück befanden sich das ungefähr 29 Meter tiefe Hauptgebäude, der östlich angebaute Seitenflügel, ein Gartenhaus (Portal) und ein Speicher. Es gab auch einen Durchgang zur Beckergrube. Das Haus war also, zumindest zu Fuß, von zwei Seiten her erreichbar. Die weiße Fassade ist unterhalb des Giebels mit zwei Figuren geschmückt, auf der linken Seite wird „Zeit“ und auf der Rechten „Wohlstand“ symbolisiert.
Das Vorderhaus beherbergte den Geschäftsbetrieb und diente zur vorübergehenden Lagerung der Waren. Auf der Diele im Erdgeschoss befand sich die Küche, die in nächster Nähe zum Zugang zum Gewölbekeller unter dem Vorderhaus lag. Das Dienstpersonal war meist in kleinen Räumen über der Küche (den Hangekammern) oder unter der Treppe untergebracht, die von der Diele in die Obergeschosse führte. Diese Haupttreppe führt in das erste Stockwerk des Hauses – in das Wohngeschoss. Das darüberliegende flache Dachgeschoss des Haupthauses war vermutlich von Anbeginn nicht mehr als Speicherraum vorgesehen.
An das Haus schloss sich ein Seitenflügel an, dessen Breite weniger als die Hälfte des Hauses betrug. Er gilt als der eigentliche Wohntrakt, wohingegen die Zimmer in der ersten Etage des Haupthauses repräsentative Zwecke erfüllen. Diese Belétage war auch nach außen in der Fassadengestaltung des 18. Jahrhunderts betont, einmal durch die besonders hohen Fenster und zum anderen durch die fünfachsige Fenstergliederung.
Den Raum zwischen Seitenflügel und nachbarlicher Hausmauer nahm der Hof ein. Direkt dahinter schloss sich der Garten an, der durch das Gartenhaus (oder Portal), das sich über die gesamte Grundstücksbreite erstreckte, abgeschlossen wurde. Hinter dem Gartenhaus lag ein zweiter Hof, begrenzt durch ein abschließendes Quergebäude, das als Speicher genutzt wurde. Johann Wilhelm Croll (1753–1807) übernahm 1777 das Geschäft des Vaters. Er war wie dieser Mitglied der Nowgorodfahrer und betrieb zusätzlich einige Kupfermühlen in der Umgebung der Stadt. Mit seiner Frau und sieben Kindern bewohnte er nun das väterliche Haus. Sein einziger überlebender Sohn Johannes (1798–1847) war beim Tod des Vaters noch ein Kind, führte aber nach seiner Ausbildung zum Kaufmann das Geschäft weiter. Er ließ das Haus in den Jahren von 1822 bis 1824 durch den renommierten dänischen Architekten Joseph Christian Lillie (1760–1827) renovieren. Lillie, ein Vertreter des Kopenhagener Klassizismus, ist ab 1800 mit zahlreichen Neubauten, Aus- und Umgestaltungen von Häusern der ersten Kreise Lübecker Bürger betraut.

Historische Bilder
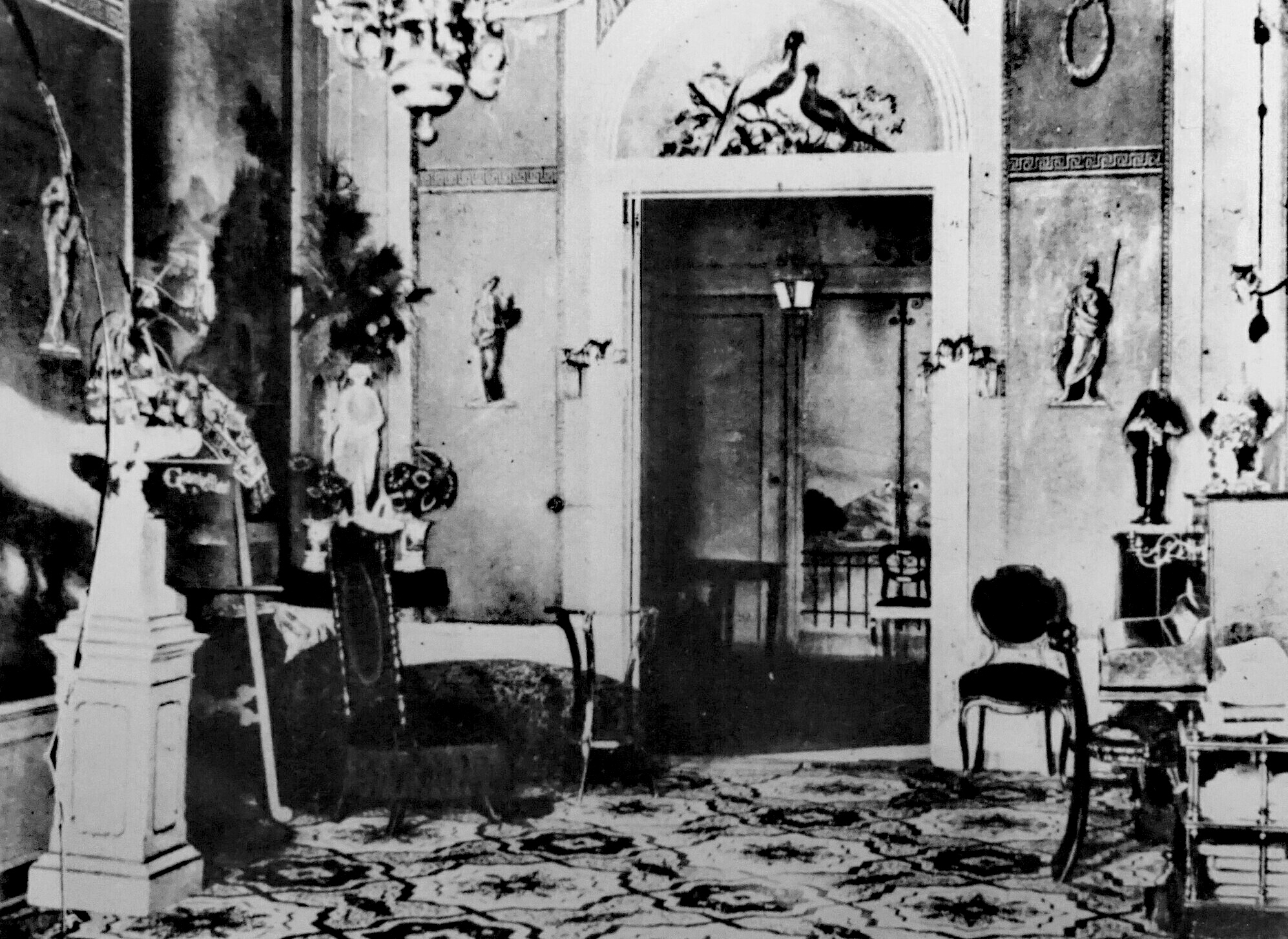
Landschaftszimmer um 1890
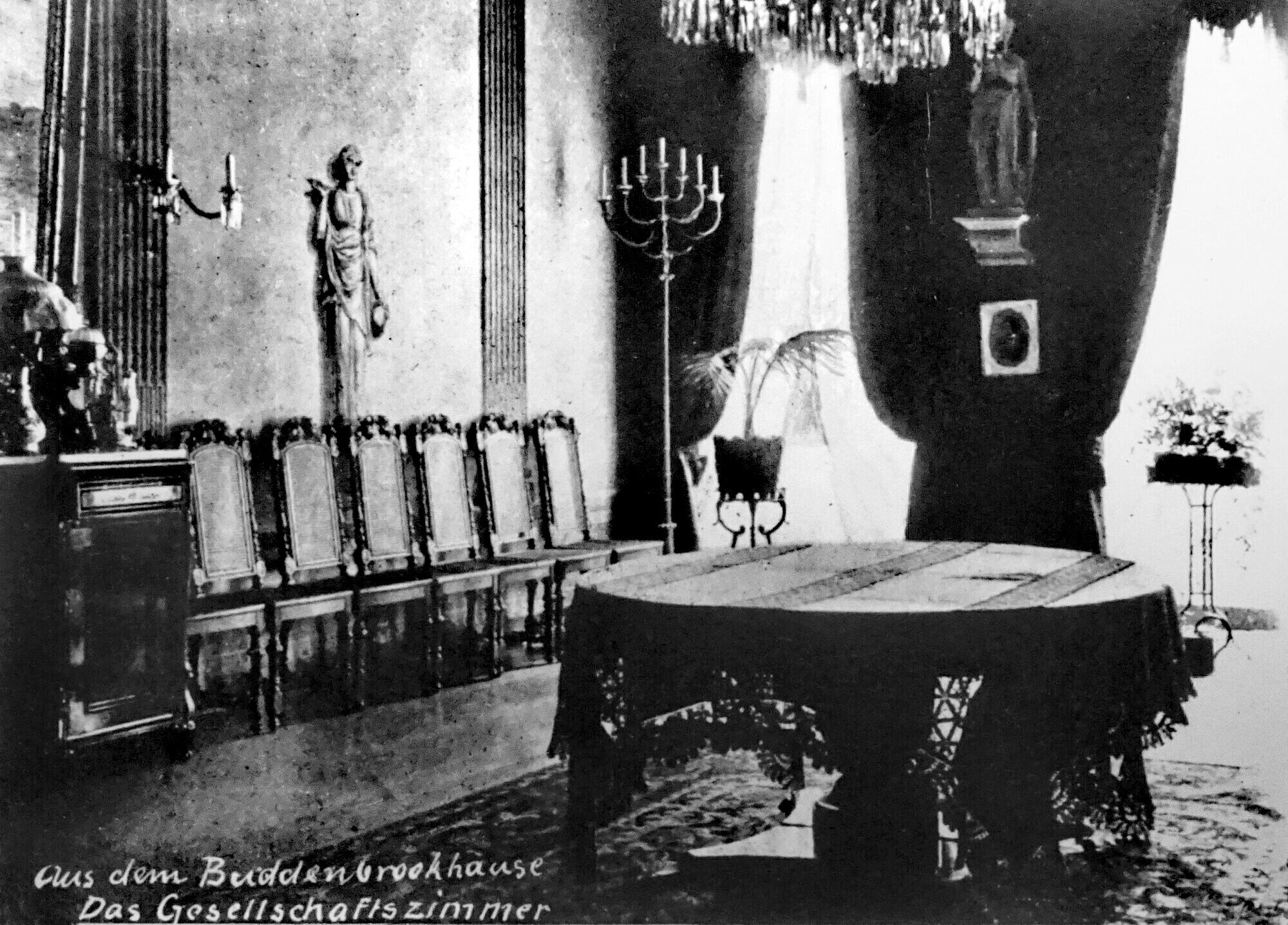
Speisesaal und Gesellschaftszimmer um 1890
Diele der Buchhandlung (1922)
Diele, Gegenrichtung (1922)

## Familie Mann

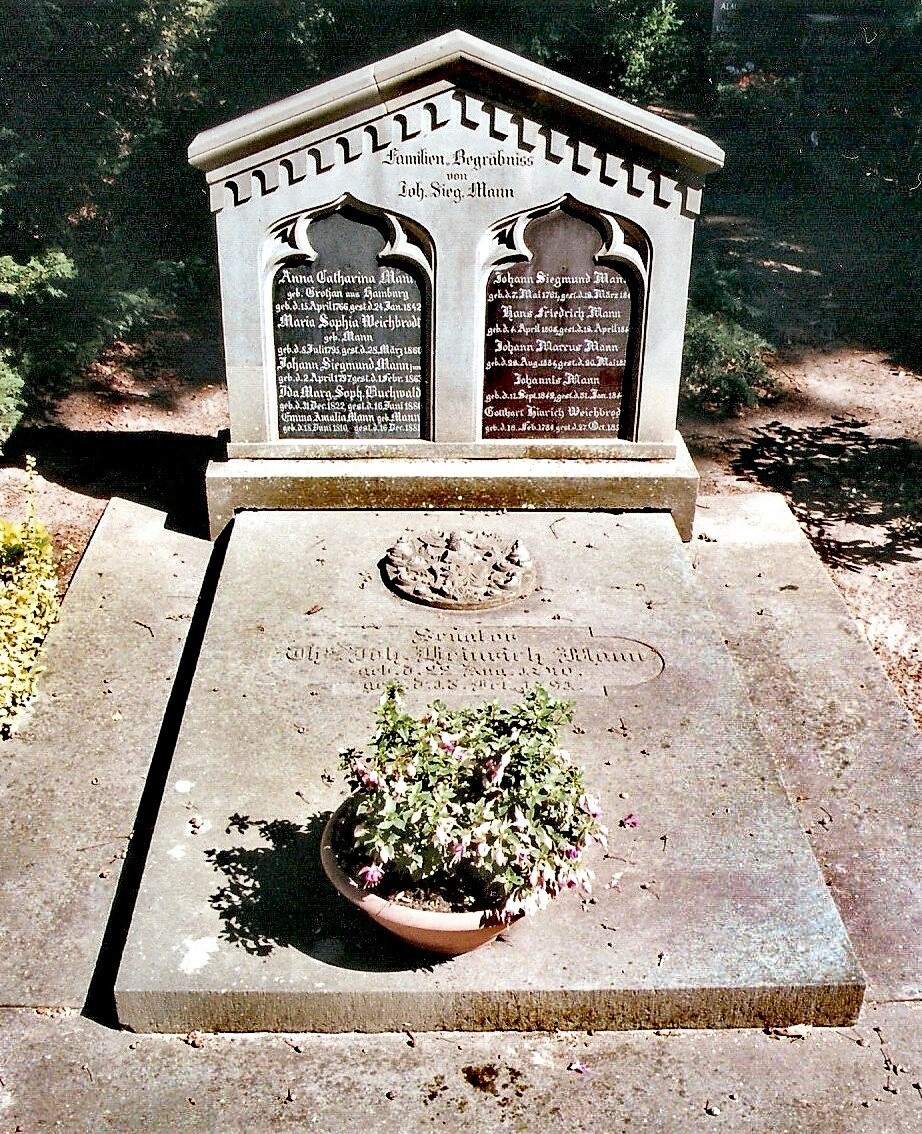
Familiengrab der Familie Johann Sigmund Mann auf dem Burgtorfriedhof in Lübeck

1842 verkaufte Johannes Croll das Haus an Johann Siegmund Mann jr. (1797–1863), auf Wunsch von dessen zweiter Ehefrau Elisabeth geb. Marty (1811–1890), deren Mutter Catharina Elisabeth geb. Croll (1782–1869) dort aufgewachsen war. Thomas Johann Heinrich Mann (1840–1891) übernahm das Handelsgeschäft seines Vaters Johann Siegmund Mann jr. am 1. Januar 1863. Er leitete die Firma Johann Siegmund Mann in dritter Generation und beließ den Firmensitz zunächst in der Mengstraße; er verlegte ihn 1882 in die Beckergrube 52 in sein neu erbautes Wohnhaus. Die Mengstraße blieb das Wohnhaus seiner Eltern, der Großeltern Thomas Manns. Es verkörperte die bürgerliche Tradition, die seine Kinder später als ihren Hintergrund verstanden, büßte jedoch mit der Ausgliederung der Firma aus dem Haus an geschäftlicher Funktion ein. Die Großmutter Heinrich und Thomas Manns, die Konsulin Elisabeth Mann, geb. Marty, lebte bis zum 6. Dezember 1890 im Buddenbrookhaus.

## Nach den Manns
Nach dem Verkauf aus dem Besitz der Manns 1891 ging das Haus an verschiedenste Eigentümer, bis es im Jahre 1894 in den Besitz des Staates kam. Eine Phase von Umbauten begann: 1895 wurden die Hintergebäude abgerissen (Speicher und Gartenhaus), um Platz für den Bau einer städtischen Markthalle zu schaffen. 1896 nahm man im ersten Stock alte Tapeten ab. 1898 zog eine Volkslesehalle in das Hauptgebäude. 1904 riss man für die Lübeckische Staatslotterie eine Wand ein, um einen Ziehungssaal zu schaffen.
Im Jahre 1912 verlegte die 81. Infanterie-Brigade ihren Sitz von der Parade 1 (dem Schloss Rantzau) hierher. Sie blieb etwa drei Jahre und zog dann in die Braunstraße 12 weiter. Aus dem Lübecker Adressbuch von 1913 ergibt sich, dass neben der Brigade auch das Garnisonskommando, die Bier-Verlags-Gesellschaft, der Lübecker Fremdenverkehrsverein, Polizeikasse sowie Laternenwart und -wache Mieter in dem Haus waren. Die Buddenbrook-Buchhandlung, zu deren Eröffnung am 5. März 1922 Thomas Mann anreiste, war hier bis 1929 untergebracht und schaffte wohl am ehesten die Verbindung zum Werk. Jedoch fand eine völlige Umgestaltung des Interieurs statt: Die Architekten Schöß und Retelsdorff ließen vielleicht noch vorhandene Originaleinrichtungen einreißen, um links und rechts der Eingangstür comptoirähnliche Einbauten zu errichten.
Nach 1933 wurde, um die ständige Erinnerung an Thomas Mann zu vermeiden, das Gebäude in Wullenweberhaus umbenannt. Während des Luftangriffs auf Lübeck in der Nacht des Palmsonntag 1942 wurde auch das Haus in der Mengstraße 4 ein Opfer des Infernos, das zwei Fünftel der historischen Altstadt zerstörte. Vom Buddenbrookhaus stand nur noch die Fassade mit blinden Fensterhöhlen. Sie und der barocke Gewölbekeller blieben als einzige erhalten.
1957/1958 veranlasste eine Genossenschaftsbank den Wiederaufbau des Hauses. Die Fassade wurde durch den Steinrestaurator Ludwig Schirrmeister originalgetreu wiederhergestellt. Beim Wiederaufbau wurden die Keller respektiert.
Der Neubau ist gut fünf Meter kürzer und damit fast ebenso lang wie der 1758 abgerissene mittelalterliche Baukubus. Der Seitenflügel wurde nicht wieder errichtet, die Brandmauer zum Haus Mengstraße 2 abgerissen und die westliche Mauer bis zur Mitte des ersten Obergeschosses abgetragen. Die Dielenhöhe blieb erhalten, das erste Obergeschoss wurde jedoch um 45 Zentimeter abgesenkt. Auf die Raumaufteilung nach dem historischen Vorbild wurde bei der Innengestaltung keine Rücksicht mehr genommen.

## Heinrich-und-Thomas-Mann-Zentrum

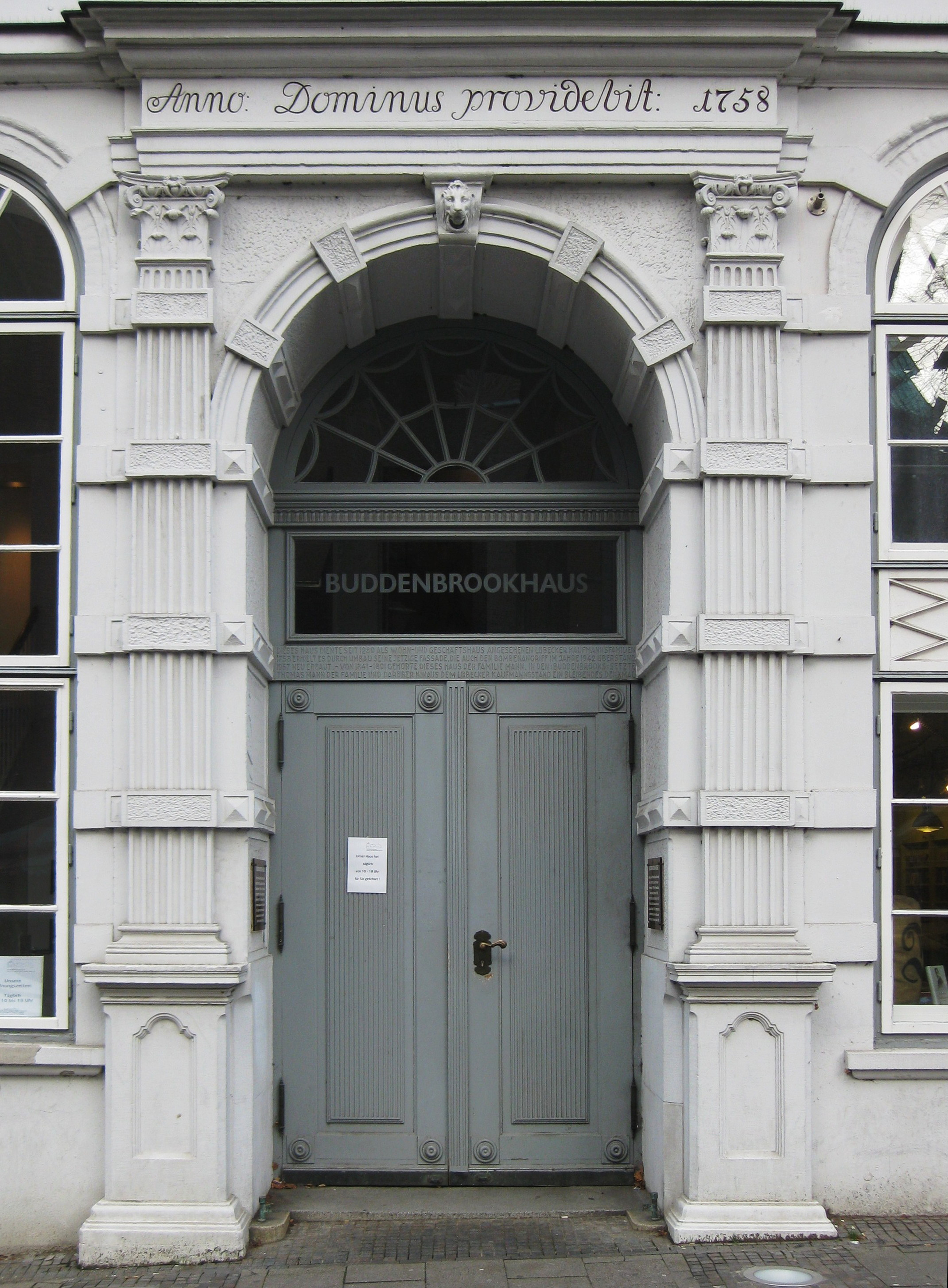
Der Eingangsbereich

1991 entschloss sich die Hansestadt Lübeck mit Unterstützung unter anderem durch die Bundes- und Landesregierung und die Lübecker Bürgerschaft, das Buddenbrookhaus zu kaufen und zu einem Heinrich-und-Thomas-Mann-Zentrum auszubauen, das Forschungs- und Gedenkstätte zugleich werden sollte. Dieses Vorhaben war nicht grundsätzlich neu: Schon 1975 wurde im Zwischengeschoss des Hauses ein „Thomas-Mann-Zimmer“ eingerichtet.
Am 6. Mai 1993, im Jahr des 850. Stadtjubiläums der Hansestadt Lübeck, wurde mit einem Festakt unter Anwesenheit des Bundespräsidenten Richard von Weizsäcker das Heinrich-und-Thomas-Mann-Zentrum in der Mengstraße 4 eingeweiht – 90 Jahre nach dem Erscheinen des Romans Buddenbrooks.
Das Haus beherbergte in der Zeit bis Ende 1999 neben einer Dauerausstellung Sammlungen, eine Spezialbibliothek und ein Archiv. Es wurde zu einem modernen Zentrum, in dem Ausstellungen, Lesungen, Tagungen und Workshops stattfinden, die sich nicht nur mit Heinrich und Thomas, sondern auch mit der ganzen Familie Mann beschäftigten.
Seit Juni 2000 hat das Haus zwei neue Dauerausstellungen: „Die Manns – eine Schriftstellerfamilie“ und „Die ‚Buddenbrooks’ – ein Jahrhundertroman“. Das Buddenbrookhaus als Gedenkstätte veranstaltet Kolloquien, Lehrerfortbildungen, Tagungen der Mann-Gesellschaften, Lesungen, Vorträge und Führungen.
Außerdem befindet sich im Gebäude im Erdgeschoss ein Museumsshop, in dem man alle literarischen Werke und andere Produkte zur Familie Mann sowie verschiedene Artikel zum Thema Lübeck, Geschenke oder Bücher aus anderen Themenbereichen erhalten kann. Hier liegt auch ein Gästebuch aus.

## „Buddenbrookhaus“

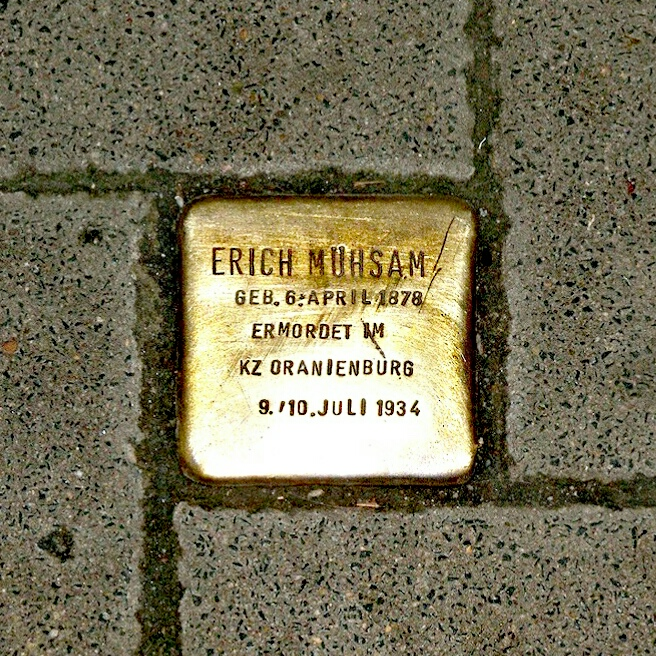
Stolperstein vor dem Buddenbrookhaus. Erich Mühsam gewidmet ist außerdem eine kleine Dokumentation im Gewölbekeller des Hauses.

Seine herausragende Bedeutung erhält das Haus dadurch, dass es in die Weltliteratur eingegangen ist, indem es den Schauplatz für den Roman Buddenbrooks abgegeben hat. Die sich über vier Generationen hinziehende Geschichte der Romanfamilie Buddenbrook, die in vielen, aber lange nicht in allen Details der Geschichte der Familie Mann gleicht, spielte sich zu großen Teilen hinter der heute noch stehenden spätbarocken Fassade ab.
Als weltweit einziges Literaturprojekt der EXPO wurde es im Jahr 2000 vollständig umgebaut. Seither beherbergt es zwei völlig neu konzipierte Dauerausstellungen. Für die Neugestaltung seiner beiden Ausstellungen wurde das Buddenbrookhaus 2002 mit dem Museumspreis des Europarates ausgezeichnet. Im Zuge der Umgestaltung richtete das Heinrich-und-Thomas-Mann-Zentrum einen Museumsshop ein sowie die Samuel-Fischer-Bibliothek, die als Archiv und wissenschaftliche Forschungsstelle dient.
Herzstück des Literaturhauses mit der weißen Barockfassade sind seit dem Umbau die beiden neuen ständigen Ausstellungen. „Die Manns – eine Schriftstellerfamilie“ bietet einen Überblick über die wichtigsten Werk- und Lebensstationen der Familie Mann. In sechs Sektionen werden mit umfangreichem Bildmaterial in den Vitrinen ihre Lebenswege von den Lübecker Anfängen bis zu ihren in die heutige Zeit reichenden Spuren nachgezeichnet. Umrahmt werden diese von einem Zusammenschnitt zentraler Filmaufnahmen. Ferner finden sich Hörinseln, die die verschiedenen Stimmen der Familienmitglieder laut werden lassen. Die Ausstellung „Die ‚Buddenbrooks‘ – ein Jahrhundertroman“ holt den Roman an den Schauplatz seiner Handlung zurück. Genau an jenem Ort, wo die Familie Mann eine Beletage bewohnte, finden sich heute die das Landschaftszimmer und den Speisesaal umfassenden Rauminszenierungen aus den Buddenbrooks: Die Besucher finden einen begehbaren Roman vor. Um diese Romanräume rankt sich eine Dokumentation zur Entstehungs- und Wirkungsgeschichte des Romans, die wissenschaftliche Genauigkeit und Schaulust vereint: Die Ebene der Erstinformation lässt sich vertiefen durch Hörinseln und Lesepulte. Führungen durch das Haus werden fast ganzjährig angeboten. Die Literarischen Spaziergänge auf den Spuren der Brüder Mann und zu anderen Schwerpunkten rund um die schriftstellernde „Mann“-Schaft sowie die literarischen Fahrradtouren sind weitere Bestandteile des Programms an Führungen.

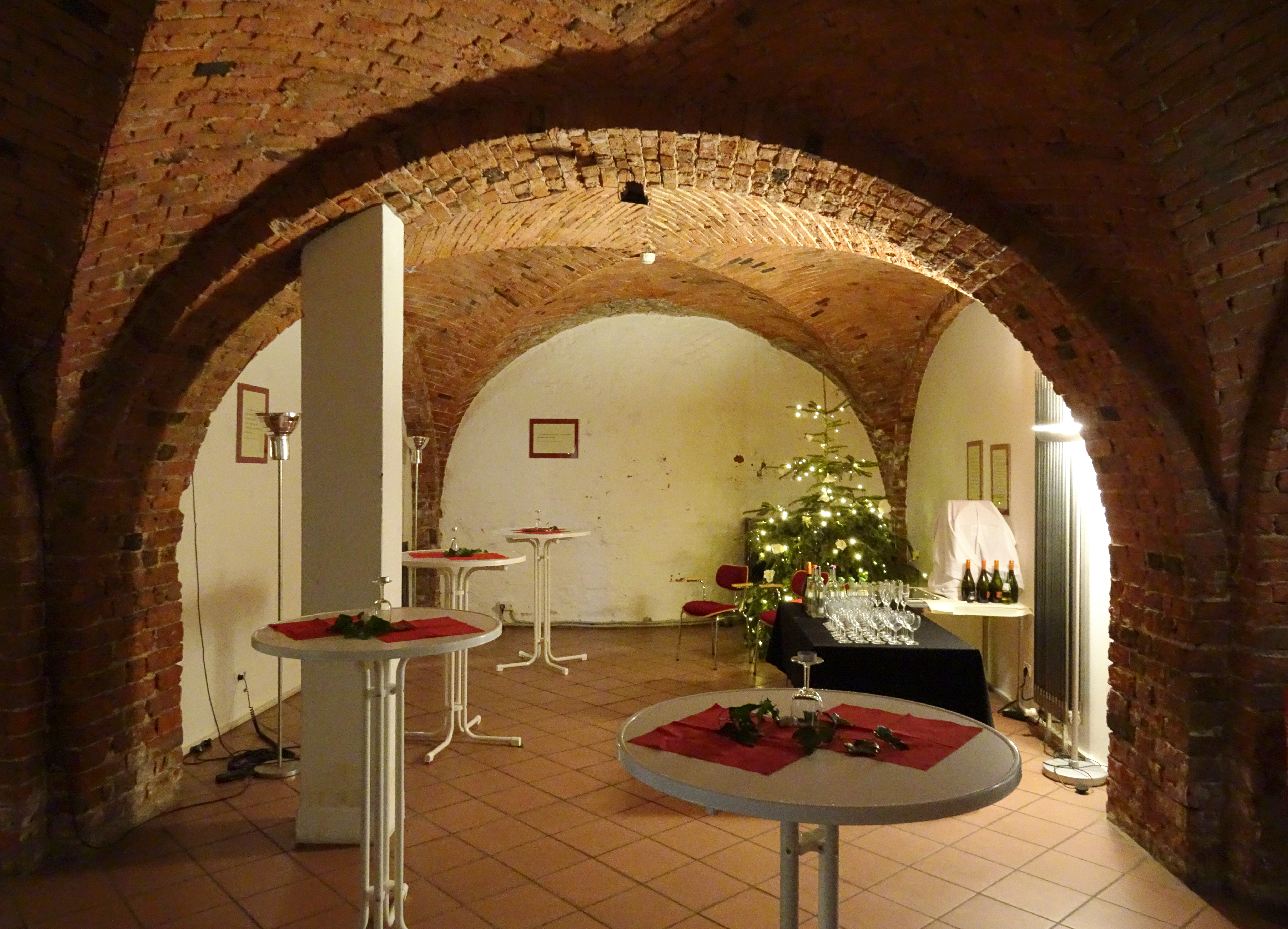
Kellergewölbe
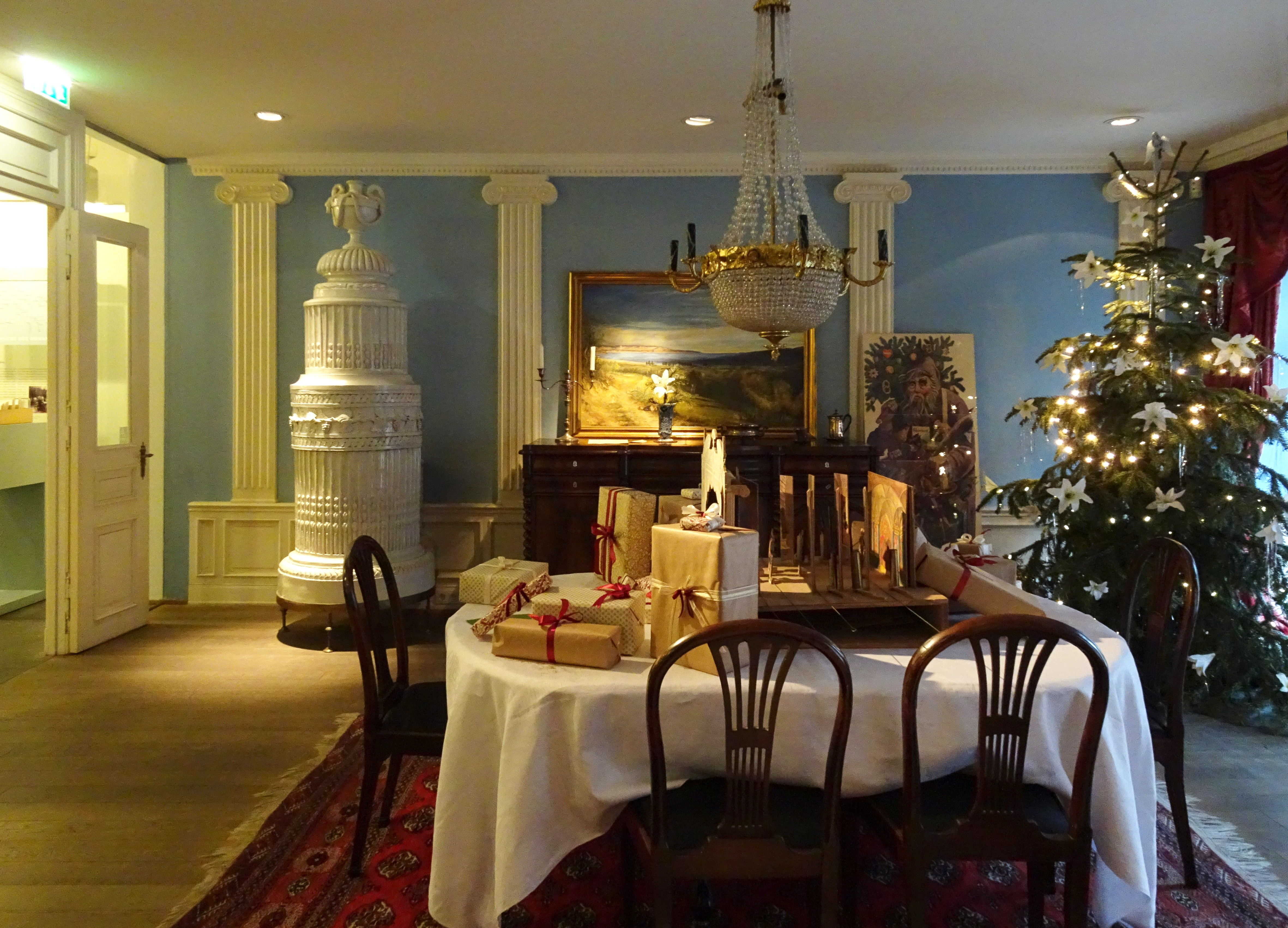
Speisesaal mit Weihnachtsschmuck
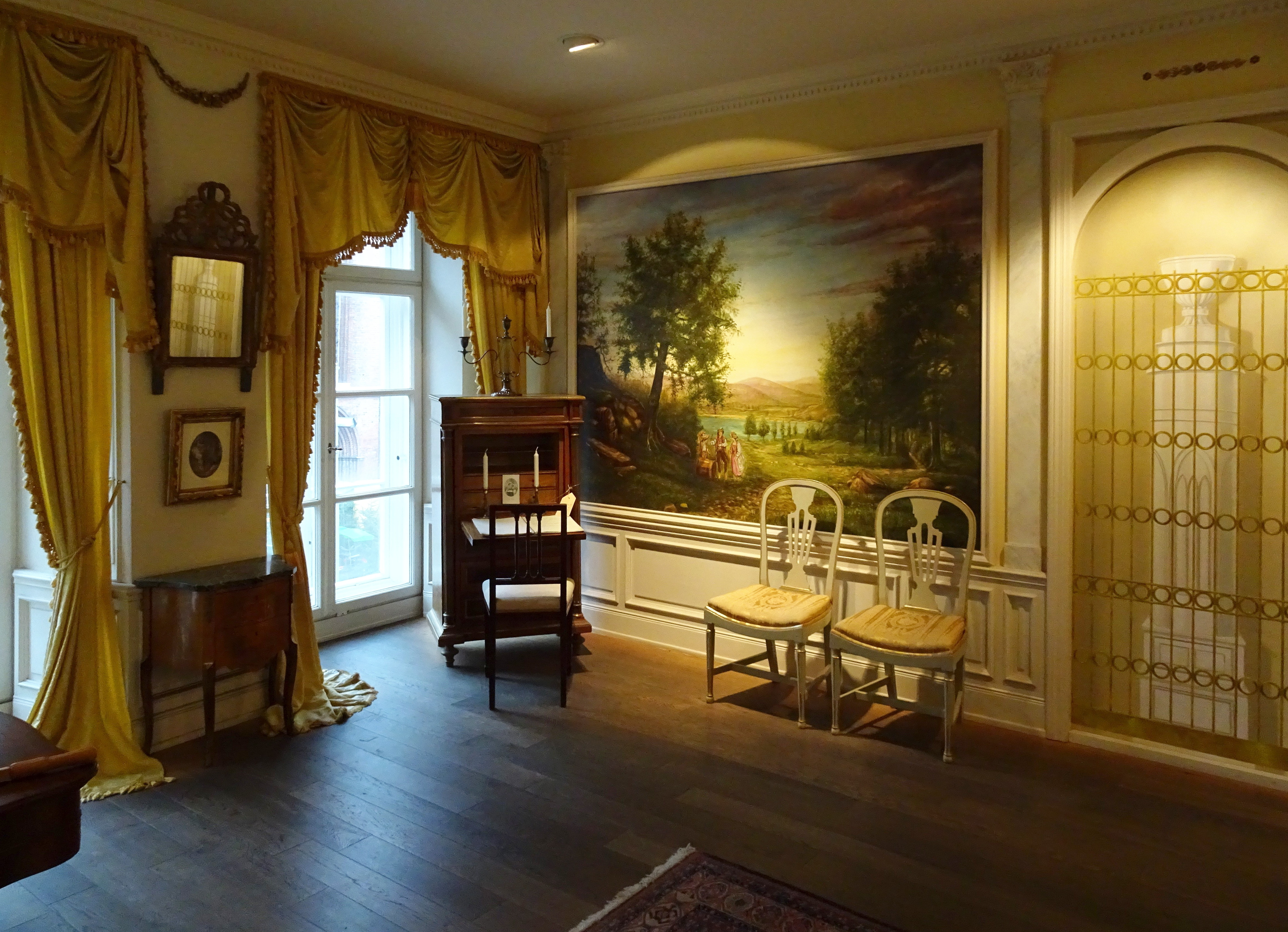
Landschaftszimmer
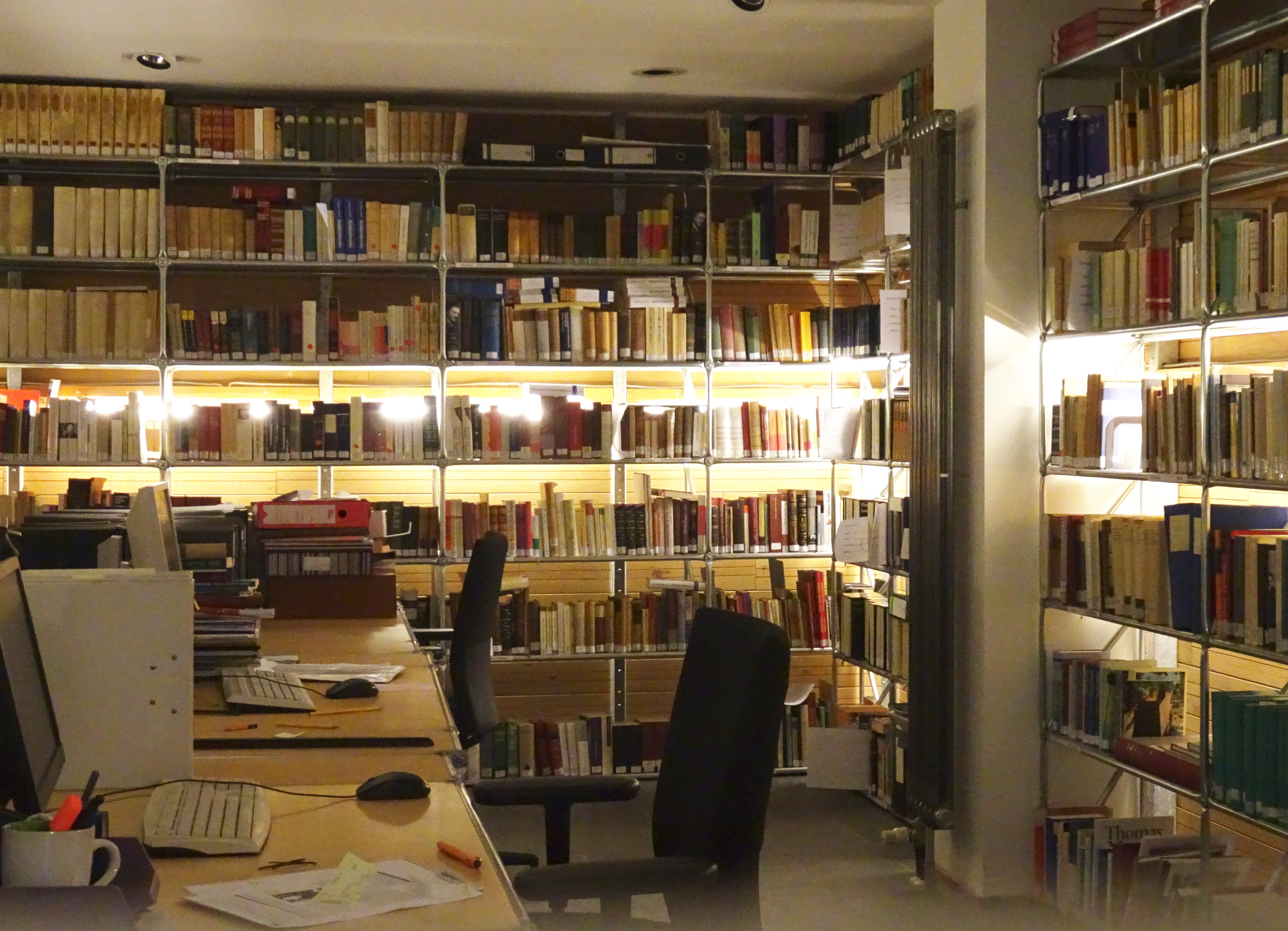
Thomas Mann-Bibliothek im Obergeschoss

## Sonderausstellungen

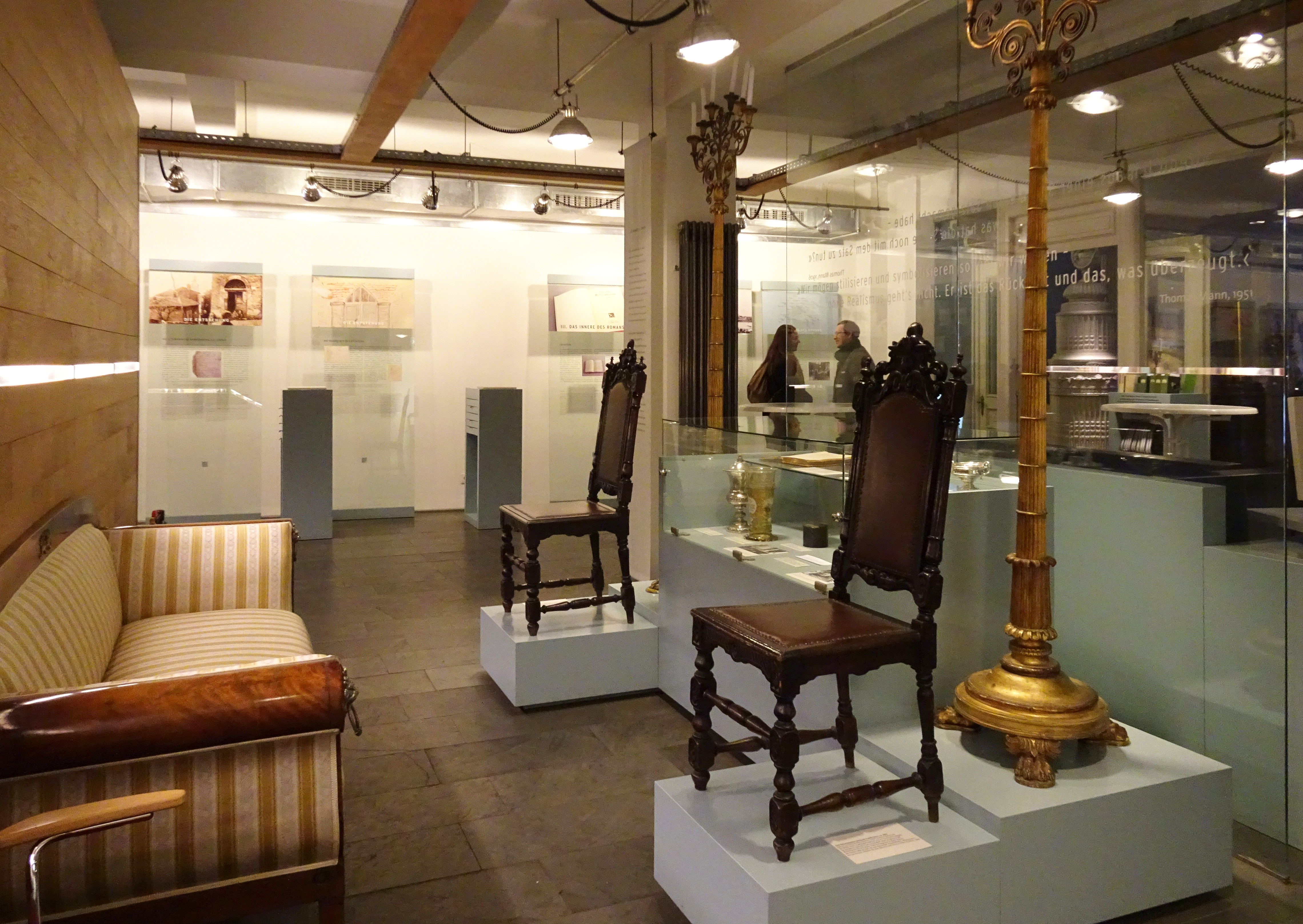
Ausstellung im Obergeschoss